# Strzegomskie Centrum Kultury
Strzegomskie Centrum Kultury – ośrodek kultury mieszczący się w Strzegomiu na Dolnym Śląsku.

## Historia
Strzegomskie Centrum Kultury powstało w 1992 roku z połączenia Strzegomskiego Ośrodka Kultury (SOK) i Biblioteki Publicznej Miasta i Gminy Strzegom (odłączona w 1995 roku).
Posiada dwa obiekty: przy ul. Paderewskiego i ul. T. Kosciuszki 2. Strzegomskie Centrum Kultury prowadzi zajęcia z zakresu tańca, teatru, plastyki, muzyki, modelarstwa, haftu artystycznego, turystyki i śpiewu. Posiada w swych strukturach salę widowiskową i taneczną. SCK jest organizatorem wielu imprez kulturalno-rozrywkowych na terenie miasta. Do największych, cyklicznych imprez w mieście, organizowanych przez SCK zaliczane są: Międzynarodowy Festiwal Folkloru, Święto Granitu Strzegomskiego, Święto Otwartych Serc, Międzynarodowy Dzień Dziecka, Święto Chleba, Spotkania z piosenką religijną i refleksyjną, Mikołajkowy Show, Festiwal Piosenki Harcerskiej. W SCK działa kino 3D. Centrum jest także organizatorem imprez zleconych, wystaw i koncertów. Pełni rolę animatora życia kulturalnego miasta. 
Organizowany od 1992 roku Międzynarodowy Festiwal Folkloru w 1997 roku został przyjęty do Międzynarodowej Federacji Festiwalów Folklorystycznych i Sztuki Ludowej (CIOFF). 
W strukturze Strzegomskiego Centrum Kultury znajduje się 16 świetlic wiejskich  położonych na terenie gminy Strzegom w miejscowościach:Rusko, Jaroszów, Bartoszówek, Goczałków, Rogoźnica, Kostrza, Żółkiewka, Godzieszówek, Tomkowice, Stawiska, Modlęcin, Olszany, Stanowice, Międzyrzecze, Wieśnica, Granica.
Przy świetlicach działają zespoły ludowe takie jak: „Goczałkowianie”, „Kostrzanie”czy „Olszaniacy”. 